# 수파누봉
수파누봉 왕친(라오어: ສຸພານຸວົງ, 영어: Prince Souphanouvong, 1909년 7월 13일~1995년 1월 9일)은 라오스의 정치인, 독립운동가이다. 1975년부터 1991년까지 라오스의 초대 국가주석을 지냈다.
루앙 프라방(Luang Prabang)의 마지막 이왕(二王)이었던 분콩(Bounkhong) 왕자의 세 아들 중 하나였으며, 왕가의 여인으로부터 태어난 이복형제들과 달리 평민과의 사이에서 태어난 사생아였다. 프랑스와 베트남에서 교육받았으며, 호찌민에게 빠져 인도차이나 공산주의 운동에 참가하여 "붉은 왕친"이라는 별명을 얻었다. 후에 라오인민혁명당의 지도자가 되었으며, 1975년 라오인혁당이 정권을 잡은 이후  1978년에 라오민주주의인민공화국의 초대 국가주석이 되었다. 1986년 이후에는 푸미 봉비치트가 국가주석 대리가 되며 권력의 자리에서 물러났다. 1991년 이후에는 카이손 폼비한이 국가주석이 되며 수파누봉은 형식적인 국가주석의 지위에서도 물러나게 되었다.
| 전임 (라오스 왕국)사방 밧타나 (초대) | 제1대 라오스의 주석 1975년 12월 2일 ~ 1991년 8월 15일 | 후임 (권한대행)푸미 봉비치트 카이손 폼비한 |

| 전임 사방 밧타나 | 라오스의 국가 원수 1975년 12월 2일 ~ 1991년 8월 15일 | 후임 (권한대행)푸미 봉비치트 카이손 폼비한 |